# Рамси, Стив
Стив Рамси — британский музыкант, гитарист.
Рамси начал карьеру с хэви-метал группы Satan в начале 1980-х годов.
После раскола группы Satan в 1990 году (группа на тот момент носила название Pariah), он объединился с вокалистом Мартином Уолкиером (экс-участником Sabbat), чтобы сформировать Skyclad, одну из первых фолк-металических групп.
В музыке Рамси очевидно влияние классического хард-рока — Thin Lizzy, Uriah Heep, и т. д. Начав как трэш-метал музыкант в Satan, Рамси позже стал обращаться все чаще к фолк-музыке. Рамси также участвовал на записях и концертах Forgodsake.

## Дискография

### Satan
- The First Demo (демо), 1981
- Into the Fire (демо), 1982
- «Kiss of Death» (сингл), 1982
- Dirt Demo '86 (демо), 1986
- Into the Future (EP), 1987
- Blitzkrieg in Holland (концертная запись), 2000
- Live in the Act (концертная запись), 2004

#### Студийные альбомы
- Court in the Act, 1983
- Suspended Sentence, 1987
- Life Sentence, 2013
- Atom by Atom, 2015
- Cruel Magic, 2018
- Early Rituals, 2020
- Earth Infernal, 2022
- Songs in Crimson, 2024

### Blind Fury
- Demo '84 (Demo), 1984

##### Студийные альбомы
- Out of Reach, 1985

### Pariah

##### Студийные альбомы
- Pariah The Kindred, 1988
- Pariah Blaze of Obscurity, 1989
- Pariah Unity, 1998

### Skyclad
- Lemming Project / Skyclad (сплит), 1991
- Tracks from the Wilderness (EP), 1992
- Thinking Allowed? (EP), 1993
- Old Rope (сборник), 1997
- Outrageous Fourtunes (EP), 1998
- Classix Shape (EP), 1999
- Poetic Wisdom (сборник), 2001
- Another Fine Mess (концертная запись), 2001
- «Swords of a Thousand Men» (сингл), 2001
- Live at the Dynamo (концертная запись), 2002
- History Lessens (сборник), 2002
- Jig-a-Jig (EP) 2006

##### Студийные альбомы
- The Wayward Sons of Mother Earth, 1991
- A Burnt Offering for the Bone Idol, 1992
- Jonah’s Ark, 1993
- Prince of the Poverty Line, 1994
- The Silent Whales of Lunar Sea, 1995
- Irrational Anthems, 1996
- Oui Avant-Garde a Chance, 1996
- The Answer Machine?, 1997
- Vintage Whine, 1999
- Folkémon, 2000
- No Daylights Nor Heeltaps, 2002
- A Semblance of Normality, 2004
- In the… All Together, 2009